# Jennifer Blake
Jennifer Blake, conosciuta anche per il suo nickname di Girl Dynamite (Niagara Falls, 16 settembre 1983), è una wrestler canadese.
È meglio conosciuta per il suo lavoro nella promotion tutta al femminile Shimmer Women Athletes e allo stesso tempo in molte altre promotions in America e in Canada. Attualmente lavora solo per la SHIMMER e per la federazione messicana della Asistencia Asesoría y Administración.

## Carriera
Dal suo incontro con Bret Hart quando aveva 15 anni ha sempre voluto diventare una wrestler; quindi ha debuttato come ring announcer. Presto ha iniziato ad essere coinvolta in diversi angles e poi a lottare. Ha lottato negli Stati Uniti per la Shimmer dove ha fatto coppia sia con Danyah che con LuFisto. Con la seconda era solita fare coppia sotto il nome di Suicide Blondes. Le Suicide Blondes hanno iniziato nell'ora defunta LLW (Living Legends Wrestling, ad Hamilton, Ontario) come il primo team al femminile a lottare solo contro team maschili.
Jennifer e LuFisto hanno lottato in alcuni match insani come Suicide Blondes, incluso un "Fans bring the weapons match" contro JC Owens (circa 180 kg) e Dan Magnum (circa 135 kg).
Hanno anche avuto una vittoria per schienamento contro il miglior tag team in Ontario, I Flatliners (Asylum & Matt Burns).

### Shimmer Women Athletes
Ha debuttato come wrestler per la Shimmer Women Athletes nel Volume 17 dove ha fatto coppia con Danyah perdendo un tag team match contro le International Home Wrecking Crew (Rain e Jetta). Più tardi quella sera il team di Jennifer Blake e Danyah è stato sconfitto anche dall'Experience (Lexie Fyfe e Malia Hosaka) nel Volume 18. Hanno perso quando Lexie e Malia hanno messo a segno il loro Double Team Gourdbuster su Jennifer Blake. Nel Volume 19 ha fatto il suo debutto in singolo perdendo un match contro Allison Danger, la founder della promotion. Nel post match Allison è stata definita una "diet canadian" dalle Canadian NINJAS (Portia Perez e Nicole Matthews) e questo ha portato ad un tag team match nel Volume 20 dove Portia e Nicole hanno sconfitto Jennifer e Allison sottomettendo Allison con un Fujiwara Armbar e reinfortunandole il braccio nel frattempo. Il 19 ottobre dello stesso anno ha preso parte al Tag Team Gauntlet Match per decretare le prime SHIMMER Tag Team Champions insieme alla sua tag team partner LuFisto come le Suicide Blondes. Loro sono entrate col numero tre e sono riuscite ad eliminare le Canadian NINJAS con la loro mossa finale di coppia ma sono poi state eliminate subito dopo dalle International Home Wrecking Crew (Jetta e Rain) dopo che Jennifer è stata colpita in pieno volto con un tirapugni da Jetta. Più tardi quella sera Jennifer Blake ha avuto il suo breakout match contro Cheerleader Melissa, che l'ha schienata dopo un Air Raid Crash.
Dopo aver saltato il Volume 23, che è stato registrato il 2 maggio 2009, ha fatto il suo ritorno qualche ora più tardi nel Volume 24 dove ha ottenuto la sua prima vittoria in singolo schienando Amber O'Neal dopo un Super Kick. Il giorno dopo ha lottato un match contro Rain, con a bordo ring Lacey. La Canadese ha perso il match a causa di un intervento di Lacey che ha dato la possibilità a Rain di connettere con il suo Acid Rain. Più tardi quella sera, nel Volume 26, ha perso un Fatal 4 Way contro Jessie McKay quando la Wrestler Australiana ha connesso con il suo Boyfriend Stealer su Kellie Skater e Annie Social, la manager di Melanie Cruise, anch'essa nel match, ha messo fuori gioco Jennifer spingendola verso il guardrail. Lei avrebbe dovuto prendere parte allo show del 4º Anniversario l'8 novembre ma non ha potuto prendervi parte quando le è stato proposto di prolungare il suo soggiorno ed allenamento in Messico.
Jennifer Blake ha fatto un ritorno a sorpresa durante il Volume 31 dove ha soccorso Allison Danger da un brutale attacco di Melanie Cruise e Annie Social. Questo ha portato ad un tag team match nel Volume 32 che ha visto Allison Danger fare coppia con Jennifer Blake (le due presentate come le "Ultimate Punch") e sconfiggere il team di Melanie Cruise e Annie Social.

### JAPW Women's Division
Ha debuttato nella divisione femminile della JAPW nell loro primo show "Female Revolution" che ha preso luogo l'8 gennaio 2009. Nel suo match, che ha aperto lo show, ha perso contro Portia Perez dopo che la Canadia NINJA ha poggiato i suoi piedi sulla corda più bassa. Lei avrebbe dovuto anche prendere parte al secondo show, "Double Header", dove avrebbe dovuto lottare con Raisha Saeed ma non si è potuta presentare a causa di problemi con il viaggio e da allora non è più stata bookata nella promotion.

### Wrestlicious
Nel primo 2009 Jennifer Blake ha preso parte ai tapings di Wrestlicious, promotion fondata da JV Rich e diretta da Jimmy Hart, dove ha interpretato il personaggio di "Ice Princess" Autumn Frost. Nell'edizione di Wrestlicious Takedown del 10 marzo 2010, la seconda ad essere mandata in onda ha lottato il suo primo match per la promotion sconfiggendo nel Main Event della serata sconfiggendo Paige Webb. Da allora è comparsa sporadicamente in qualche episodio di "The Young and the Wrestlers", un angle continuo in Wrestlicious, senza mai più lottare.

### Absolute Intense Wrestling
Nel maggio 2009 Jennifer Blake ha preso parte all'evento "Girls Night Out" della Absolute Intense Wrestling a Cleveland per coronare la prima AIW Women's Champion. L'evento era un torneo di una notte ad eliminazione diretta con 8 wrestlers. Jennifer Blake è stata eliminata nel secondo round del torneo dopo aver perso contro Hailey Hatred. Il match di Jennifer Blake e Haley Hatred è considerato il miglior match femminile nella storia della compagnia e ha ricevuto molti complimenti da molti atleti della stessa federazione. Jennifer è tornata in AIW nell'Ottobre 2009 per partecipare al secondo evento tutto al femminile della federazione, "Girls Night Out 2" perdendo contro Jessicka Havoc in un altro match eccezionale.

### Messico:Asistencia Asesoría y Administración
Nel 2009 Jennifer è sbarcata in Messico, lottando per la promotion Extreme Air Wrestling (Lucha Libre Extrema Aerea, EAW). Ha fatto il suo debutto il 6 giugno 2009 a Teziutlàn, Puebla, perdendo contro John Scott ed Erica del Rico in coppia con Derrick Nikerson (Neikirk). Il 20 giugno ha ottenuto la sua prima vittoria sconfiggendo Sensual Rain a San Juan de los Lagos, Jalisco. Nella Asistencia Asesoría y Administración lei usa il ring name di Jennifer Blade ed è parte della stable heel La Legiòn Extranjera guidata da Konnan. Nella promotion fa coppia regolarmente con altri membri della Legiòn Rain e Sexy Star. All'evento Rey de Reyes del 2010 Rain, Christina Von Eerie e Sexy Star si sono scontrate con Cinthia Moreno, Mari e Faby Apache, un match che ha Cinthia ha vinto per il suo team schienando Sexy Star. Durante un'intervista post-Rey de Reyes Sexy Star ha dichiarato che gli Apaches e Cintia Moreno non erano altro che cameriere, il che ha portato la AAA a programmare un match tra Cinthia Moreno, Faby e Mari Apache contro Sexy Star, Rain e Jennfier Blake a TripleMania XVIII dove la persona schienata o sottomessa sarebbe dovuta essere la schiava del team vincente per un mese. A TripleMania La Legiòn ha sconfitto la Moreno e le Apaches quando Jennifer ha schienato Mari, grazie in parte all'arbitraggio ingiusto di Hiko del Tirantes. Dopo il match Konnan ha ordinato a Mari Apache di cominciare i suoi servigi da cameriera immediatamente cominciando col pulire la loro stanza abiti. La stipulazione è scaduta il 6 luglio 2010.

## Nel Wrestling
- Finishing moves
  - Double knee backbreaker[4]
  - Dynamite Destroyer[1] (Double underhook flip piledriver)[4]
  - Superkick[4]
- Signature moves
  - Kobashi Chops[1] (Rapida sequenza di Chop affilatissime al petto di un avversario all'angolo)
  - Running dropkick ad un avversario seduto su una sedia[4]
  - Suicide dive[4]
- Nicknames
  - "Girl Dynamite"[4]
  - "The Ice Princess"[10]
- Wrestler a cui ha fatto da manager
  - Alex Koslov
- Managers
  - Konnan

## Championships and accomplishments
- Pro Wrestling Illustrated
  - PWI ranked her #38 of the best 50 female singles wrestlers in the PWI Female 50 in 2009[16]